# Unigenitus
Unigenitus, llamada así por sus palabras iniciales en latín Unigenitus Dei Filius o «Hijo unigénito de Dios», es una constitución apostólica en forma de bula papal promulgada por el papa Clemente XI en 1713, que abrió la fase final de la controversia  jansenista en Francia. Unigenitus condenó 101 proposiciones de Pascasio Quesnel como:

Falsos, cautivos, mal parecidos, ofensivos para los oídos piadosos, escandalosos, perniciosos, temerarios, perjudiciales para la Iglesia y sus prácticas, contumelosos para la Iglesia y el Estado, sediciosos, impíos, blasfemos, sospechosos y que saborean la herejía, favoreciendo a los herejes, herejía, cisma, erróneo, que bordea la herejía, a menudo condenado, herético y que revive diversas herejías, especialmente las contenidas en las famosas proposiciones de Jansenius.
Unigenitus (1713), Clemente XI

## Antecedentes
En 1671, Pasquier Quesnel publicó un libro titulado Abrégé de la moral de l'Evangile, o bien, en inglés Morality of the Gospel, Abreviado. Contenía los  cuatro evangelios en francés, con breves notas explicativas, que servían de ayuda para la meditación. La obra fue aprobada por el obispo de  Châlons-sur-Marne. Siguieron ediciones ampliadas, que contenían un texto francés anotado del Nuevo Testamento completo, en 1678 y 1693-1694. Esta última edición fue altamente recomendada por el nuevo obispo de Châlons, Louis Antoine de Noailles. Mientras que la primera edición de la obra contenía solo algunos puntos jansenistas, su tendencia se hizo más evidente en la segunda edición, y en su forma completa, como apareció en 1693, ya que, con palabras de Enciclopedia Católica de 1912, «penetró prácticamente con todos los errores del jansenismo».
Varios obispos prohibieron que se leyera, y Clemente XI lo condenó en un  breve, el 13 de julio de 1708 que, sin embargo, no fue aceptado en Francia, porque su redacción y su forma de publicación no estaban en armonía con las prerrogativas aceptadas de la iglesia galicana. Noailles, que se había convertido en  arzobispo de París y cardenal mientras tanto, y que en 1702 descartó una reliquia que durante mucho tiempo había sido venerada en Châlons como el cordón umbilical de Jesús, no estaba preparado para retirar la aprobación que le había dado al libro y el jansenismo levantó de nuevo la cabeza.

## La bula
Para poner fin a esta situación, varios obispos, apoyados por el propio  Luis XIV, pidieron al papa que emita una bula en lugar del escrito inaceptable. La bula tendría que evitar todas las expresiones contrarias a las «Libertades galicanas» y presentarse al Gobierno francés antes de su publicación. Para evitar más escándalos, Clemente cedió a estas condiciones humillantes y, en febrero de 1712, nombró a una congregación especial de cardenales y teólogos para eliminar de la obra de Quesnel las propuestas que merecían la censura eclesiástica. El miembro más influyente de esta congregación fue el cardenal Carlo Agostino Fabroni.
La bula, que fue escrita con la contribución de un comité que incluía al cardenal Fabroni y a Gregorio Selleri, lector en el Colegio de Santo Tomás, la futura Universidad Pontificia de Santo Tomás de Aquino, conocida como Angelicum, rechazó 101 proposiciones de las Reflexiones morales de  Quesnel como  heréticas, y como reviviendo proposiciones ya condenadas de los escritos de Jansen.
La congregación tardó dieciocho meses en realizar su tarea, cuyo resultado fue la publicación de la bula Unigenitus en Roma el 8 de septiembre de 1713. La bula comienza con la advertencia de Cristo contra los falsos profetas, especialmente como «difundir en secreto doctrinas perversas bajo el disfraz de piedad e introducir sectas ruinosas bajo la imagen de santidad»; a continuación procedió a la condena de las 101 proposiciones que se toman textualmente de la última edición de la obra de Quesnel, tales como: 
- La gracia trabaja con la omnipotencia y es irresistible;
- Sin gracia el hombre solo puede cometer pecado;
- Cristo murió solo por los elegidos;
- Todo amor que no es sobrenatural es malo;
- Sin amor sobrenatural no puede haber esperanza en Dios, ni obediencia a su ley, ni buena obra, ni oración, ni mérito, ni religión;
- La oración del pecador y sus otros buenos actos realizados por temor al castigo son solo pecados nuevos;
- La Iglesia comprende solo a los justos y a los elegidos;
- La lectura de la Biblia es obligatoria para todos;
- La absolución sacramental debe posponerse hasta después de la satisfacción;
- Excomunión solo con el consentimiento, al menos presumido, de todo el cuerpo de la Iglesia;
- La excomunión injusta no excluye a los excomulgados de la unión con la Iglesia.[3]

La bula también condena cosas como las siguientes:
- La lectura de la Sagrada Escritura es para todos;
- Que es útil y necesaria en todo momento, en todos los lugares y para todo tipo de personas, para estudiar y conocer el espíritu, la piedad y Los misterios de la Sagrada Escritura, y que su oscuridad sagrada no es una razón para que los laicos no puedan leerlos, y que hacerlo es perjudicial. (79–81, 83–86)[1]

La bula encuentra fallos en muchas otras declaraciones en el libro de Quesnel, sin especificarlas y, en particular, con la traducción del Nuevo Testamento, que, como dice la bula, ha sido alterada de modo censurable —damnabiliter vitiatum— y es en muchos aspectos similar a una traducción francesa previamente condenada.

## Recepción
Según John McManners, «la complicada maniobra diplomática que condujo a su promulgación fue provocada por los jesuitas y sus simpatizantes, enemigos de Noailles y por el anciano Luis XIV, que deseaba destruir a los jansenistas como 'un partido republicano en la Iglesia y el Estado', al tiempo que defiende la independencia de la Iglesia galicana» ".
Luis XIV recibió la bula en Fontainebleau el 24 de septiembre de 1713 y le envió una copia al Cardenal Noailles, quien, probablemente antes de recibirlo, había revocado, el 28 de septiembre, la aprobación de las «Reflexiones morales» de 1695. El rey también convocó al clero francés a reunirse en París para aceptar la bula.
En la primera sesión, Noailles nombró un comité presidido por el cardenal Rohan de Estrasburgo para decidir la manera más adecuada de aceptar la bula. Los intentos de Noailles de evitar una aceptación incondicional resultaron en vano y el informe papal fue aceptado y registrado oficialmente. Pero una instrucción pastoral de Noailles prohibió a sus sacerdotes bajo pena de suspensión aceptar la bula sin su autorización, acción que fue condenado por Roma. Los obispos de Francia estaban divididos. El papa sintió que su autoridad estaba amenazada y tenía la intención de convocar a Noailles antes de la Curia y, si es necesario, degradarlo del cardenalato. Pero el rey y sus consejeros, al ver en este modo de procedimiento una invasión a las Gallican Liberties, propusieron la convocatoria de un consejo nacional que debería juzgar y dictar sentencia sobre Noailles y su facción.

## Consecuencias
Al papa no le gustó la idea de convocar un consejo nacional que podría prolongar innecesariamente la disputa y poner en peligro la autoridad papal. Sin embargo, él redactó dos escritos, uno que exigía la aceptación incondicional de la bula por parte de Noailles en un plazo de quince días, bajo la pena de volverse en su rol e incurrir en un castigo canónico, el otro más paternalmente señalando la gravedad de la ofensa del cardenal. Ambos escritos fueron puestos en manos del rey con la petición de entregar los menos severos en caso de que hubiera una esperanza bien fundada de la rápida sumisión del cardenal. Por un lado, Noailles no dio esperanzas de sumisión, mientras que, por el otro, el rey rechazó el más severo de los escritos como subversivo de las «Gallican Liberties». Luis XIV, por lo tanto, volvió a presionar para que se llevase a cabo la convocatoria de un consejo nacional.
Felipe II de Orleans era en ese momento el regente de Francia, que favorecía a los oponentes de la bula. La Sorbona aprobó una resolución el 4 de enero de 1716 anulando su registro anterior de la bula, y veintidós sorbonistas que protestaron fueron removidos de sus puestos en la facultad. Las universidades de Nantes y Reims ahora también rechazaron la bula. En consecuencia, Clemente XI retiró de la Sorbona todos los privilegios papales que poseía y trató de privarlo del poder de otorgar títulos académicos el 1 de noviembre.
Clemente XI había enviado dos breves a Francia el 1 de mayo de 1716. Uno, dirigido al regente, lo reprendió severamente por favorecer a los oponentes de la bula; el otro, dirigido a la oposición, amenazaba con privar a Noailles de la púrpura y proceder de forma canónica contra todos los que no aceptasen a la bula en dos meses. Estos informes no fueron aceptados por el regente porque su texto no había sido presentado previamente a sus ministros. Pero envió a Roma a Chevalier, el vicario general jansenista de Meaux, a quien el papa no admitió, sin embargo, una vez admitida su presencia, cuando se supo que su único propósito era arrebatarle la admisión a Clemente XI de que la bula era oscura y requería una explicación. En un consistorio celebrado el 27 de junio de 1716, el papa pronunció una alocución apasionada que duró tres horas, en el cual informó a los cardenales del tratamiento que la bula había recibido en Francia, y expresó su propósito de despojar a Noailles del cardenalato. En noviembre siguiente envió dos nuevos informes a Francia, uno al regente, cuya cooperación solicitó para suprimir la oposición a la bula; el otro a los aceptantes, a quienes advirtió contra las intrigas de los recalcitrantes, y les pidió que exhortaran a sus hermanos errantes a renunciar a su resistencia.
El 1 de marzo de 1717, cuatro obispos —Soanen de Senez, de La Broue de Mirepoix, Colbert de Montpellier y Delangle de Boulogne— hicieron una llamada atractiva de la bula a un consejo general, fundando así el partido de aquí en adelante conocido como los apelantes. Entre el 5 de marzo y el 13 de mayo, se les unieron las facultades de la Sorbona, de Reims y Nantes; asimismo por los obispos de Verdún, Pamiers, Châlons, Condom, Agen y St. Malo, y Auxerre; y más de un año después por los obispos de Laon, Bayona y Angulema.
Aunque una carta personal del papa, fechada el 25 de marzo, y una carta conjunta de los cardenales en Roma le rogaban urgentemente a Noailles que se sometiera, pero él también presentó una apelación el 3 de abril, del papa manifiestamente equivocado, y de la Constitución Unigenitus, en virtud de los decretos de los Concilios de Constanza y de Basilea, al papa mejor informado y al consejo general para que se celebrará sin restricciones y en un lugar seguro. [3] Sin embargo, no publicó su apelación sino que la depositó en los archivos de la officialité de París. El 6 de mayo escribió una larga carta al papa, en la que trataba de justificar su posición y la de sus seguidores. Unos meses más tarde se publicó su recurso a la bula. A los recurrentes pronto se unieron muchos sacerdotes y religiosos, especialmente de las diócesis de París y Reims. Para engrosar la lista de recurrentes, se aceptaron los nombres de los laicos e incluso de las mujeres. Se dice que el número de apelantes llegó a 1800 o 2000, lamentablemente pequeño, para las aproximadamente 1 500 000 libras, unos $ 300 000, gastadas en concepto de sobornos.
El 8 de marzo de 1718 apareció un Decreto de la Inquisición, aprobado por Clemente XI, que condenó la apelación de los cuatro obispos como cismáticos y heréticos, y la de Noailles como cismática y cercana a la herejía. Dado que no retiraron su apelación dentro de un plazo razonable, el papa emitió la bula «Pastoralis officii» el 28 de agosto de 1718, excomulgando a todos los que se negaron a aceptar la bula Unigenitus. Pero también apelaron a esta segunda bula. Noailles finalmente hizo una presentación ambigua el 13 de marzo de 1720, al firmar una explicación de la bula Unigenitus, redactada por orden del secretario de Estado francés, Abbe Dubois, y, posteriormente, aprobada por noventa y cinco obispos.
Después de mucha presión del rey de Francia y de los obispos, Noailles hizo pública esta aceptación ambigua de la bula en su instrucción pastoral del 18 de noviembre de 1720. Pero esto no satisfizo a Clemente XI, quien requirió una aceptación incondicional. Después de la muerte de Clemente XI, el 19 de marzo de 1721, las recurrentes continuaron en su obstinación durante los pontificados de Inocencio XIII (1721–1724) y  Benedicto XIII (1724–1730). Noailles, el alma de la oposición, finalmente hizo una sumisión sincera e incondicional el 11 de octubre de 1728 y murió poco después, el 2 de mayo de 1729. La Sede apostólica, en acción concertada con el nuevo arzobispo Vintimille de París y el gobierno francés, provocó  gradualmente la sumisión de la mayoría de los recurrentes.

## Documento fuente
- Clemente XI (8 de septiembre de 1713). «Unigenitus». George Routledge and Co. Canons and Decrees of the Council of Trent: 345-358.